# دينيس ميروشنيشينكو
دينيس ميروشنيشينكو (بالأوكرانية: Мірошніченко Денис Андрійович)‏ هو لاعب كرة قدم أوكراني في مركزي الدفاع والوسط، ولد في 11 أكتوبر 1994 في كريفي ريه في أوكرانيا. شارك مع منتخب أوكرانيا تحت 19 سنة لكرة القدم ومنتخب أوكرانيا تحت 21 سنة لكرة القدم. أما مع النوادي، فقد لعب مع نادي أوليكساندريا ونادي دنيبرو دنيبروبتروفسك ونادي كارباتي لفيف.

## وصلات خارجية
- دينيس ميروشنيشينكو على موقع الاتحاد الأوربي (الإنجليزية)
- دينيس ميروشنيشينكو على موقع اتحاد أوكرانيا (الإنجليزية)
- دينيس ميروشنيشينكو على موقع قاعدة بيانات كرة القدم.إي يو (الإنجليزية)
- دينيس ميروشنيشينكو على موقع Soccerway.com (الإنجليزية)
- دينيس ميروشنيشينكو على موقع عالم كرة القدم.نت (الإنجليزية)